# Antonina (Łódź)
Antonina [pronunciación en polaco: /antɔˈnina/] es una aldea en el distrito administrativo de Gmina Rusiec, dentro del condado de Bełchatów, voivodato de Łódź, en el centro de Polonia. Se encuentra a unos 3 kilómetros suroeste de Rusiec, 30 kilómetros al oeste de Bełchatów, y 65 kilómetros suroeste de la capital regional Łódź.
El pueblo tiene una población de 150 habitantes.